# Diego Verriello
Diego Javier Verriello (Mar del Plata, Provincia de Buenos Aires, 12 de septiembre de 1979) es un piloto argentino de automovilismo de velocidad. Desarrolló su carrera exclusivamente en categorías de turismos de su país, teniendo amplia participación en las categorías inferiores de la Asociación Corredores de Turismo Carretera. En estas categorías, debutó en TC Mouras en 2008, mientras que en 2014 hizo lo propio en el TC Pista. Tras su paso por estas divisionales, en 2021 mudó sus actividades a la divisional Series de la Top Race, proclamándose campeón de esta divisional y obteniendo su primer título a nivel nacional. Tras este logro, en 2022 fue ascendido a la división principal de la categoría antedicha, siendo representante oficial de la marca Fiat.

## Resumen de carrera
| Temporada | Categoría                   | Equipo                   | Coche              | Carreras | Victorias | Podios | Poles | VR    | Puntos | Pos.  |
| --------- | --------------------------- | ------------------------ | ------------------ | -------- | --------- | ------ | ----- | ----- | ------ | ----- |
| 2004      | Turismo Special de la Costa | DV Competición           | Dodge GTX          | 9        | 0         | 0      | 0     | 0     | 30.00  | 14.º  |
| 2005      | Turismo Special de la Costa | DV Competición           | Dodge GTX          | 9        | 0         | 2      | 0     | 0     | 66.50  | 5.º   |
| 2006      | Turismo Special de la Costa | DV Competición           | Dodge GTX          | 8        | 2         | 5      | 2     | 0     | 167.50 | 3.º   |
| 2007      | Turismo Special de la Costa | DV Competición           | Dodge GTX          | 9        | 1         | 3      | 1     | 0     | 139.25 | 3.º   |
| 2008      | TC Mouras                   | DV Competición           | Ford Falcon        | 9        | 0         | 0      | 0     | 0     | 44.25  | 27.º  |
| 2009      | TC Mouras                   | DV Competición           | Ford Falcon        | 8        | 0         | 0      | 0     | 0     | 46.50  | 23.º  |
| 2010      | TC Mouras                   | DV Competición           | Ford Falcon        | 12       | 1         | 2      | 0     | 1     | 149.50 | 9.º   |
| 2011      | TC Mouras                   | DV Competición           | Ford Falcon        | 10       | 1         | 2      | 0     | 0     | 132.75 | 9.º   |
| 2012      | TC Mouras                   | DV Competición           | Ford Falcon        | 11       | 0         | 0      | 0     | 0     | 79.50  | 17.º  |
| 2013      | TC Mouras                   | Castellano Power Team    | Dodge Cherokee     | 14       | 0         | 3      | 0     | 0     | 527.75 | 3.º   |
| 2014      | TC Pista                    | Castellano Power Team    | Dodge Cherokee     | 16       | 0         | 1      | 0     | 0     | 296.00 | 17.º  |
| 2015      | TC Pista                    | Castellano Power Team    | Dodge Cherokee     | 16       | 0         | 1      | 0     | 0     | 405.75 | 8.º   |
| 2016      | TC Pista                    | Castellano Power Team    | Dodge Cherokee     | 15       | 0         | 0      | 0     | 0     | 307.50 | 17.º  |
| 2016      | Olavarría 500 de TC         | Castellano Power Team    | Dodge Cherokee     | 15       | 0         | 0      | 0     | 0     | 0.00   | Inv.  |
| 2017      | TC Pista                    | SGV Racing               | Dodge Cherokee     | 12       | 0         | 0      | 0     | 0     | 234.75 | 19.º  |
| 2017      | TC Pista                    | Galarza Racing           | Dodge Cherokee     | 2        | 0         | 0      | 0     | 0     | 234.75 | 19.º  |
| 2018      | TC Pista                    | Galarza Racing           | Dodge Cherokee     | 10       | 0         | 0      | 0     | 0     | 163.25 | 27.º  |
| 2018      | TC Pista                    | UR Racing                | Dodge Cherokee     | 1        | 0         | 0      | 0     | 0     | 163.25 | 27.º  |
| 2018      | TC Mouras                   | Galarza Racing           | Dodge Cherokee     | 1        | 0         | 0      | 0     | 0     | 39.50  | 40.º  |
| 2019      | TC Pista                    | Uranga Racing            | Dodge Cherokee     | 8        | 0         | 0      | 0     | 0     | 189.50 | 24.º  |
| 2019      | TC Pista                    | Uranga Racing            | Ford Falcon        | 4        | 0         | 0      | 0     | 0     | 189.50 | 24.º  |
| 2020      | TC Pista                    | Laboritto Jrs. Racing    | Torino Cherokee    | 11       | 0         | 0      | 0     | 0     | 231.00 | 14.º  |
| 2021      | Top Race Series             | Fiat Octanos Competición | Fiat Cronos Series | 18       | 5         | 8      | 3     | 3     | 181.00 | 1.º   |
| 2022      | Top Race V6                 | Fiat Octanos Competición | Fiat Cronos TRV6   | 12       | 0         | 0      | 0     | 0     | 59.00  | 13.º  |
| 2023      | Top Race Series             | Fiat Octanos Competición | Fiat Cronos Series | 12       | 2         | 6      | 1     | 2     | 295.00 | 2.º   |
| 2024      | Top Race Series             | Fiat Octanos Competición | Fiat Cronos Series | 12       | 0         | 8      | 0     | 2     | 300.00 | 2.º   |
| Fuente:   | [ 7 ]                       | [ 7 ]                    | [ 7 ]              | [ 7 ]    | [ 7 ]     | [ 7 ]  | [ 7 ] | [ 7 ] | [ 7 ]  | [ 7 ] |

## Resultados

### Top Race
| Temporada | Categoría       | Vehículo           | Equipo                   | Posición final      |
| --------- | --------------- | ------------------ | ------------------------ | ------------------- |
| 2021      | Top Race Series | Fiat Cronos Series | Fiat Octanos Competición | 1.º (184.00 puntos) |
| 2022      | Top Race V6     | Fiat Cronos TRV6   | Fiat Octanos Competición | 13.º (59.00 puntos) |
| 2023      | Top Race Series | Fiat Cronos Series | Fiat Octanos Competición | 2.º (295.00 puntos) |
| 2024      | Top Race Series | Fiat Cronos Series | Fiat Octanos Competición | 2.º (300.00 puntos) |

## Palmarés
| Título  | Categoría       | Automóvil          | Año  |
| ------- | --------------- | ------------------ | ---- |
| Campeón | Top Race Series | Fiat Cronos Series | 2021 |